# Mombasa
Mombasa es una localidad de Kenia, con estatus de ciudad, capital del condado de Mombasa.
Es la segunda mayor ciudad keniana tras la capital Nairobi, además de ser el principal puerto de África oriental. Se encuentra sobre una isla a orillas del océano Índico, pero está conectada a tierra por diversos puentes, habiéndose extendido por el continente. Tiene 939 370 habitantes, según el censo del año 2009.
Posee un gran puerto y un aeropuerto internacional. La ciudad es el centro de la industria del turismo costero. El nombre original en árabe es Manbasa; en swahili se denomina Kisiwa Cha Mvita (o Mvita para abreviar), lo que significa "Isla de la Guerra", debido a los numerosos cambios en su propiedad.

## Geografía física

### Localización
Al ser una ciudad costera, Mombasa se caracteriza por ser de topografía plana. La ciudad de Mombasa se centra en la isla de Mombasa, pero se extiende al continente. La isla está separada del continente por dos arroyos, Port Reitz (al sur) y Tudor Creek (al norte).
La isla de Mombasa, que está separada del continente por dos arroyos; Tudor Creek y Kilindini Harbour. La isla está conectada con el continente por el Puente Nyali (al norte), el Likoni Ferry (al sur) y por el Causeway Makupa (al oeste), además de un paso por el ferrocarril de Uganda. La ciudad cuenta con un activo puerto y el Aeropuerto Internacional Moi. 

### Clima
Mombasa tiene un clima tropical cálido. Ubicada ligeramente hacia el sur de la Línea del Ecuador, tiene poca variación climática a lo largo del año. La cantidad de lluvia depende esencialmente de la temporada. Los meses más lluviosos son abril y mayo, mientras que en enero y febrero la lluvia es mínima, la temporada de lluvias empieza en marzo y termina a finales de junio.
| Parámetros climáticos promedio de Mombasa, Kenia    | Parámetros climáticos promedio de Mombasa, Kenia | Parámetros climáticos promedio de Mombasa, Kenia | Parámetros climáticos promedio de Mombasa, Kenia | Parámetros climáticos promedio de Mombasa, Kenia | Parámetros climáticos promedio de Mombasa, Kenia | Parámetros climáticos promedio de Mombasa, Kenia | Parámetros climáticos promedio de Mombasa, Kenia | Parámetros climáticos promedio de Mombasa, Kenia | Parámetros climáticos promedio de Mombasa, Kenia | Parámetros climáticos promedio de Mombasa, Kenia | Parámetros climáticos promedio de Mombasa, Kenia | Parámetros climáticos promedio de Mombasa, Kenia | Parámetros climáticos promedio de Mombasa, Kenia |
| Mes                                                 | Ene.                                             | Feb.                                             | Mar.                                             | Abr.                                             | May.                                             | Jun.                                             | Jul.                                             | Ago.                                             | Sep.                                             | Oct.                                             | Nov.                                             | Dic.                                             | Anual                                            |
| --------------------------------------------------- | ------------------------------------------------ | ------------------------------------------------ | ------------------------------------------------ | ------------------------------------------------ | ------------------------------------------------ | ------------------------------------------------ | ------------------------------------------------ | ------------------------------------------------ | ------------------------------------------------ | ------------------------------------------------ | ------------------------------------------------ | ------------------------------------------------ | ------------------------------------------------ |
| Temp. máx. abs. (°C)                                | 35.9                                             | 37.6                                             | 36.4                                             | 36.1                                             | 35.0                                             | 31.5                                             | 31.0                                             | 30.3                                             | 31.6                                             | 33.0                                             | 34.0                                             | 37.0                                             | 37.6                                             |
| Temp. máx. media (°C)                               | 33.2                                             | 33.7                                             | 33.7                                             | 32.5                                             | 30.9                                             | 29.4                                             | 28.7                                             | 28.8                                             | 29.7                                             | 30.5                                             | 31.6                                             | 32.8                                             | 31.3                                             |
| Temp. media (°C)                                    | 27.6                                             | 28.1                                             | 28.3                                             | 27.6                                             | 26.2                                             | 24.8                                             | 24.0                                             | 24.0                                             | 24.7                                             | 25.7                                             | 26.9                                             | 27.4                                             | 26.3                                             |
| Temp. mín. media (°C)                               | 22.0                                             | 22.5                                             | 22.9                                             | 22.7                                             | 21.6                                             | 20.1                                             | 19.3                                             | 19.3                                             | 19.7                                             | 20.9                                             | 22.1                                             | 22.0                                             | 21.3                                             |
| Temp. mín. abs. (°C)                                | 16.8                                             | 19.4                                             | 19.7                                             | 18.9                                             | 18.8                                             | 17.4                                             | 13.6                                             | 15.3                                             | 16.3                                             | 18.0                                             | 18.8                                             | 18.1                                             | 13.6                                             |
| Precipitación total (mm)                            | 33.9                                             | 14.0                                             | 55.6                                             | 154.3                                            | 235.5                                            | 88.3                                             | 71.8                                             | 68.2                                             | 67.2                                             | 103.4                                            | 104.7                                            | 75.8                                             | 1072.7                                           |
| Días de precipitaciones (≥ 1.0 mm)                  | 3                                                | 1                                                | 5                                                | 10                                               | 14                                               | 10                                               | 10                                               | 8                                                | 9                                                | 9                                                | 8                                                | 7                                                | 94                                               |
| Horas de sol                                        | 269.7                                            | 257.1                                            | 269.7                                            | 225.0                                            | 204.6                                            | 207.0                                            | 210.8                                            | 244.9                                            | 246.0                                            | 272.8                                            | 264.0                                            | 260.4                                            | 2932                                             |
| Humedad relativa (%)                                | 77                                               | 75                                               | 77                                               | 80                                               | 82                                               | 82                                               | 82                                               | 82                                               | 80                                               | 81                                               | 82                                               | 80                                               | 80                                               |
| Fuente n.º 1: World Meteorological Organization     |                                                  |                                                  |                                                  |                                                  |                                                  |                                                  |                                                  |                                                  |                                                  |                                                  |                                                  |                                                  |                                                  |
| Fuente n.º 2: Hong Kong Observatory (sun 1961-1990) |                                                  |                                                  |                                                  |                                                  |                                                  |                                                  |                                                  |                                                  |                                                  |                                                  |                                                  |                                                  |                                                  |

## Historia

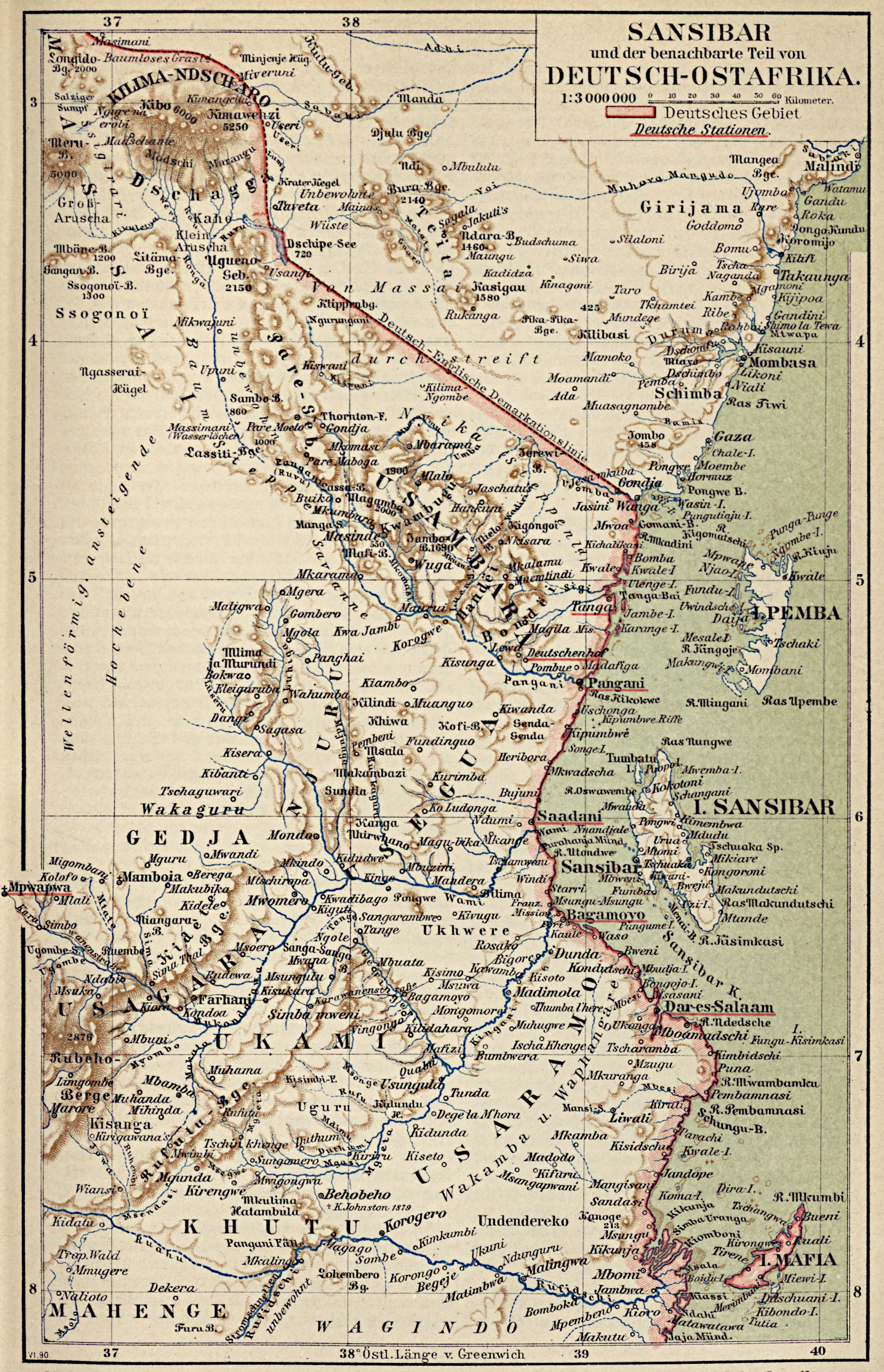
Mapa Histórico (1890).

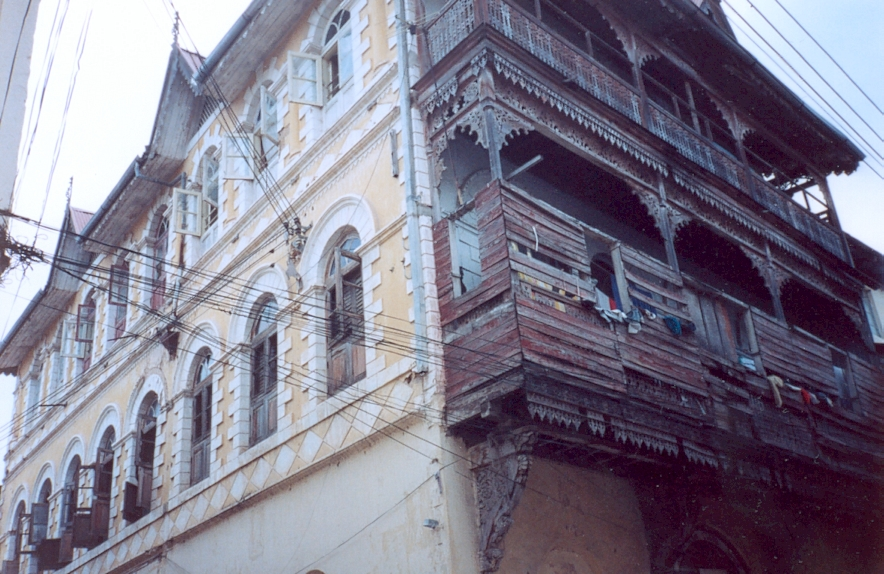
Ex-centro de Mombasa.

Originalmente fue fundada por comerciantes árabes que realizaban intercambios con el interior de África sobre la isla de Mombasa, pero con el tiempo, debido a la escasez de territorio de la isla, se extendió al continente, al cual se unió por puentes y transbordadores. El puerto antiguo de Mombasa es utilizado por embarcaciones de recreo y pesca, mientras que el nuevo se usa para el tráfico comercial y de mercancías. Durante este período se la conoció como Mlango wa Kenya (Puerto de Kenia) o Kisiwa wa Mvita (Isla de la Guerra). Todavía es posible detectar la influencia árabe en la ciudad, por ejemplo, en sus calles estrechas, edificios altos y sus mezquitas.
En 1498, Vasco de Gama se convirtió en el primer europeo que visitó la ciudad. Los portugueses, en su búsqueda de nuevas rutas hacia la India se adueñaron de diversos puertos y centros comerciales en la costa africana, entre ellos, Mombasa. En 1589 la ciudad fue saqueada y arrasada por una banda del pueblo zimba, guerreros del sur relacionados con el reino Maravi.  El dominio portugués se vio inmediatamente amenazado por el Sultanato de Omán, por lo que construyeron diversas defensas, como el Fuerte Jesús, que todavía puede visitarse. Contra toda previsión, la ciudad fue arrebata a los portugueses por los suajili en 1740, que a su vez perdieron su posesión a favor del Sultanato de Zanzíbar en 1832. Tras el establecimiento del gobierno de la Colonia Británica de Kenia en 1887, con Mombasa como capital, la ciudad siguió estando bajo el dominio nominal del sultán de Zanzíbar.
En 1902 se terminó de construir la línea de ferrocarril que une a Mombasa con Kampala, en el lago Victoria. Durante la década de los 50, la ciudad se convirtió en un importante centro turístico, pero tras la oleada de violencia étnica de 1997 este turismo decayó considerablemente, lo que afectó a la economía de una forma sustancial, ya que era su principal fuente de recursos. 
Mombasa también cuenta con un área industrial, aeropuerto internacional y universidad.

## Demografía

### Distribución de la población
Los 938 131 habitantes de la ciudad se reparten así en el censo de 2009:
- Población urbana: 915 101 habitantes (473 433 hombres y 441 668 mujeres)
- Población periurbana: 23 030 habitantes (12 775 hombres y 10 255 mujeres)
- Población rural: no hay población rural en esta ciudad

### Grupos étnicos
La ciudad está ocupada principalmente por los musulmanes Mijikenda y la población suajili. En el transcurso de los siglos han sido muchos los inmigrantes y los comerciantes que se han asentado en aquella ciudad, en particular de Persia, Oriente Medio, Somalia y el subcontinente indio, que llegaron mayoritariamente como comerciantes y artesanos. Incluso después de cuatro o cinco generaciones, sus descendientes siguen contribuyendo a la economía de nuestros días en Mombasa y Kenia como conjunto. 
El vestido tradicional de la mujer suajili es de vivos colores, hecha de algodón llamado kanga, lo que puede haber inspirado las consignas impresas en él. Las mujeres musulmanas llevan una cubierta conocida como bui bui, que es tradicionalmente negro, junto con una mantilla llamada hiyab y, a veces, llevan un velo llamado nicab, también conocido como el "ninja". Los hombres usan un tipo de pareo, que es de color brillante en las bandas, denominada "kikoi".

## Economía

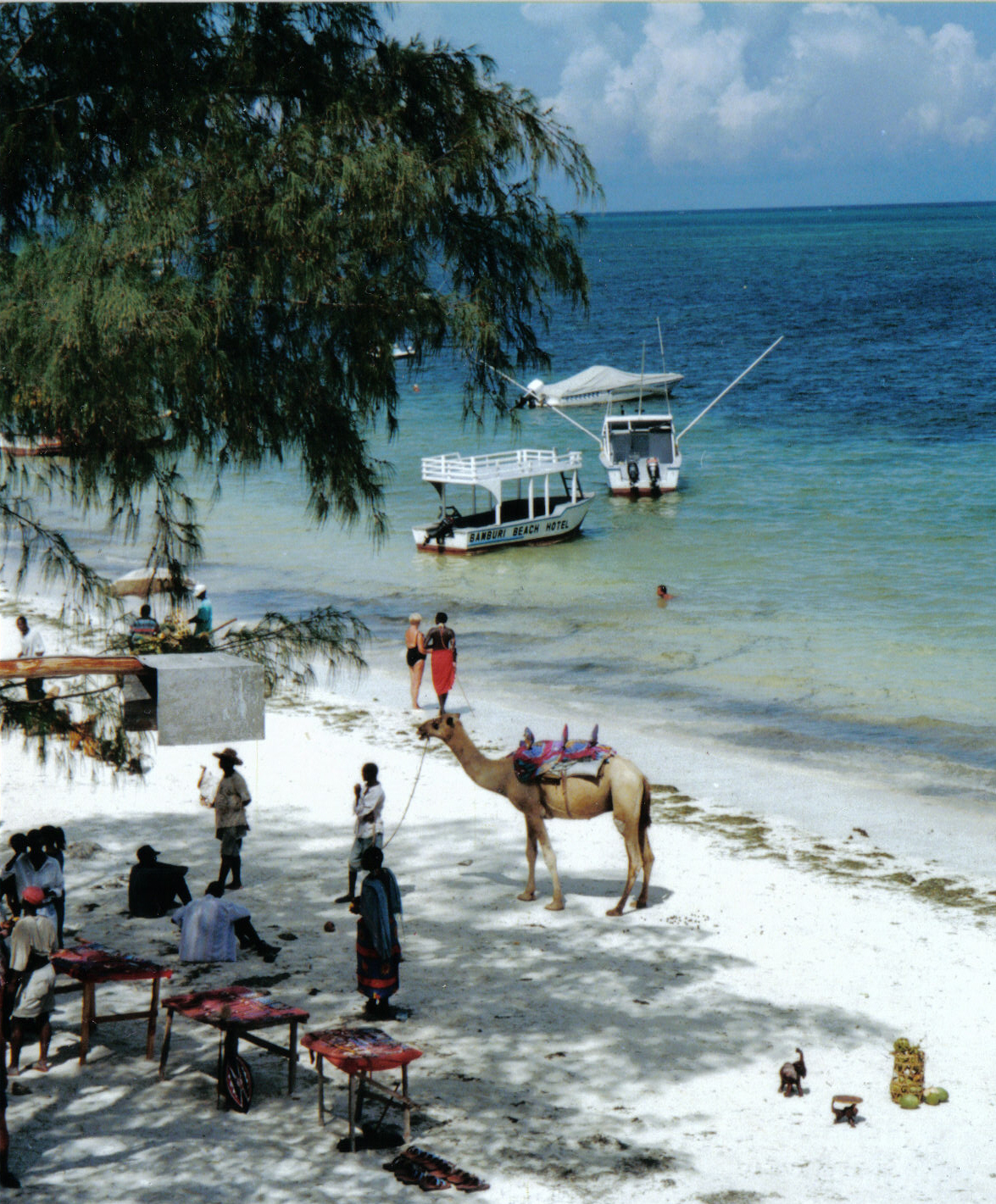
Playa Norte de Mombasa.

Mombasa es un importante centro comercial y es sede del único gran puerto marítimo de Kenia, el Puerto Kilindini. "Kilindini" es un antiguo término suajili que significa "profundo". El puerto se llama así porque el canal naturalmente es muy profundo. El Puerto Kilindini es un ejemplo de un fenómeno natural geográfico llamado ría, formada hace millones de años, cuando el nivel del mar aumentó y se tragó el río que fluye desde el continente. 
Mombasa es el centro del turismo costero en Kenia. La propia isla de Mombasa no es una atracción principal, aunque muchas personas visitan la Ciudad Vieja y el Fuerte Jesús. Al norte de la isla de Mombasa están las playas Nyali, Kenyatta, Bamburi y Shanzu. Al sur de la ciudad están las playas Shelly, Tiwi y Diani. En estas playas existen varios hoteles de lujo, mientras que la mayoría de los hoteles de playa más baratos se encuentran más lejos de la ciudad. 
Otras industrias locales incluyen una refinería de petróleo y la fábrica de cemento Bamburi.

## Transporte

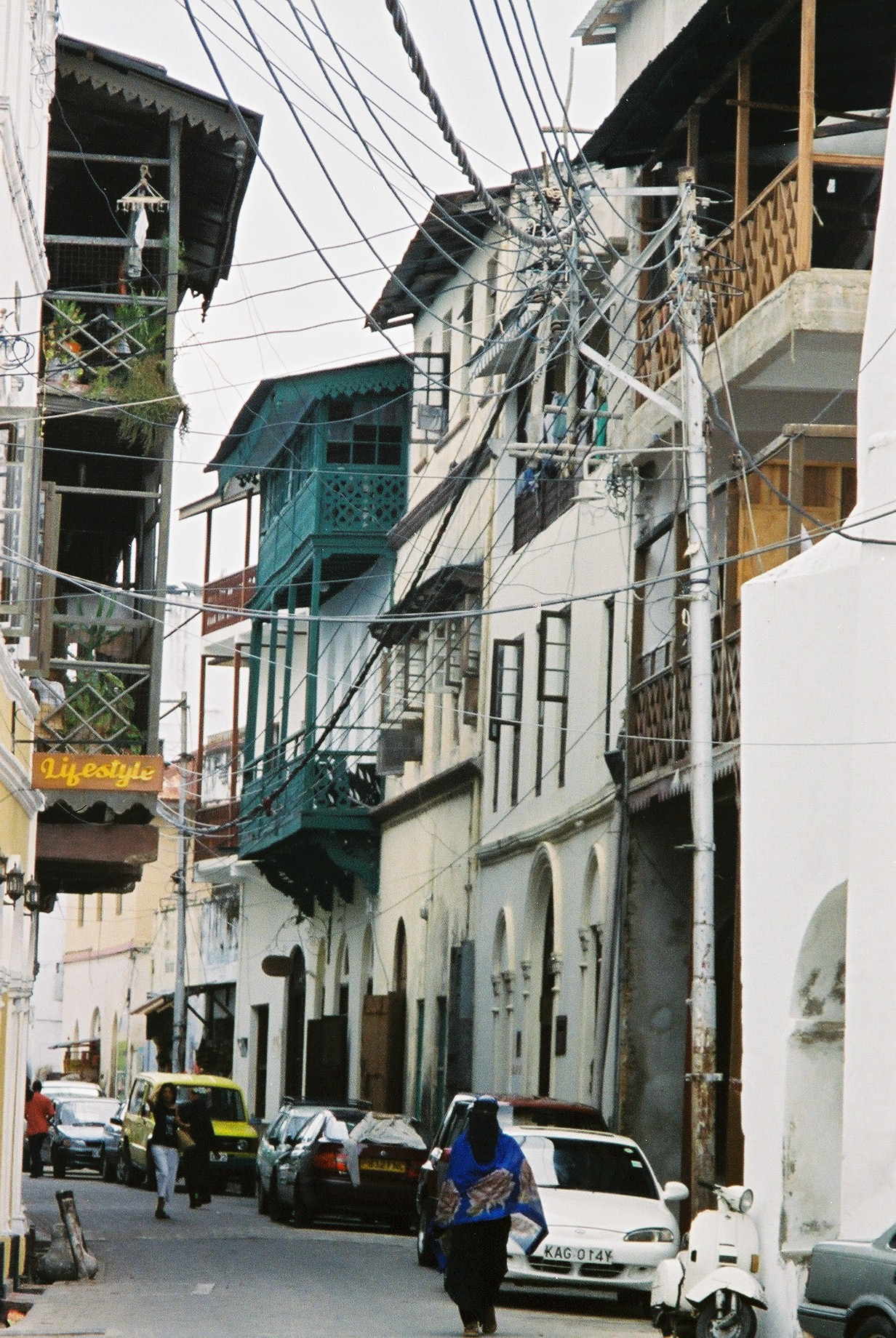
Caminos en la Antigua Ciudad.

El aeropuerto de la ciudad es el Aeropuerto Internacional Moi. Mombasa tiene una Estación de tren y de Ferrocarriles Kenia, en los que se viaja durante la noche hasta la mañana desde Mombasa a Nairobi, aunque el servicio es menos frecuente de lo que fue con anterioridad. Existen carreteras que conectan a Mombasa con la ciudad capital Nairobi y la ex capital de Tanzania Dar es Salaam, mientras que hacia el norte llegan hasta Malindi y Lamu. En Mombasa, la mayoría de la población local utiliza el matatus (minibús) para desplazarse entre los pueblos y la isla de Mombasa, que es el mayor puerto de Kenia, pero hay poco o ningún servicio regular de pasajeros. Frecuentes son los cruceros internacionales en el puerto.

## Religión
Según varias fuentes:
- el 79,7 % es cristiana;
- el 17,1 %, musulmán, el más alto porcentaje de musulmanes en Kenia;
- el 2,3 % ateos, agnósticos y no religiosos;
- y el 1 % sigue otras religiones.

Pero la asistencia a eventos religiosos es del 48 %.
La pregunta era: "¿Creen en Dios?".
Sí - 95 %
Tal vez - 3 %
No - 2 %
| Religión en Mombasa (2018)                 | Religión en Mombasa (2018)                 | Religión en Mombasa (2018) | Religión en Mombasa (2018) | Religión en Mombasa (2018) |
| ------------------------------------------ | ------------------------------------------ | -------------------------- | -------------------------- | -------------------------- |
| Religión                                   | Religión                                   |                            | Porcentaje                 | Porcentaje                 |
| otros cristianos                           | otros cristianos                           |                            | 54.9 %                     | 54.9 %                     |
| Católicos                                  | Católicos                                  |                            | 24.8 %                     | 24.8 %                     |
| Islam                                      | Islam                                      |                            | 17.1 %                     | 17.1 %                     |
| Ninguna (Ateísmo+Agnósticos+no religiosos) | Ninguna (Ateísmo+Agnósticos+no religiosos) |                            | 2.3 %                      | 2.3 %                      |
| Creyentes sectarios y/o otras religiones   | Creyentes sectarios y/o otras religiones   |                            | 1 %                        | 1 %                        |

## Cultura

### Música
La Música Taarab, que procede de Zanzíbar, tiene una destacada presencia local. Recientemente, el hip hop, el reggae y el bhangra se han hecho muy populares últimamente, especialmente entre los jóvenes.

### Deportes
La Liga Keniana de Fútbol tiene actualmente a un equipo de fútbol de Mombasa, el Bandari FC que juega en el Estadio Municipal de Mombasa. Otro equipo, Costa de Estrellas, está relegado de la liga. El único equipo con sede en Mombasa para ganar la liga es Feisal FC, campeón de 1965. 
Hay varios equipos de cricket en Mombasa. Uno de ellos es el Club Deportivo de Mombasa (MSC). MSC también tiene un equipo de rugby que juega en la Copa de Liga Kenia, la principal competencia de rugby en Kenia. Mvita XI de hombres y MSC de damas representan a Mombasa en las ligas de hockey de Kenia. 
En 2007, el Campeonato Mundial de Cross Country se celebrará en Mombasa.

### Videojuegos
La saga de juegos Halo, ambientada hacia el año 2500 d. C., tiene algunas locaciones en "Nueva Mombasa". En la entrega Halo 3: ODST, el juego se desarrolla completamente en las calles de esta ciudad; allí, el novato protagonista tiene que seguir pistas para localizar a su pelotón, mientras que atraviesa el centro de la ciudad (Plaza Tayari) y zonas como el Boulevard Kizingo y estación kikowani.

### Cine
En la película Inception, Cobb (Leonardo DiCaprio) viaja a Mombasa para reclutar a Eames (Tom Hardy), un falsificador que puede cambiar de apariencia en los sueños. También se puede ver a Cobb en medio de una emocionante persecución por las calles de Mombasa. También en la película Wordland Dofu Beluga Yibuti aparecía en una escena para pedir ayuda a sus hermanos.
En la escena inicial de la película Bloodshot se puede ver al  marino estadounidense Ray Garrison (Vin Diesel)  realizando una operación de rescate en Mombasa.
En la película The Dying of the Light, Nicolas Cage interpreta a un agente de la CIA que sufre de demencia y llega a Mombasa para capturar al líder de una facción terrorista musulmán que oficialmente está muerto.

## Áreas

### Isla de Mombasa

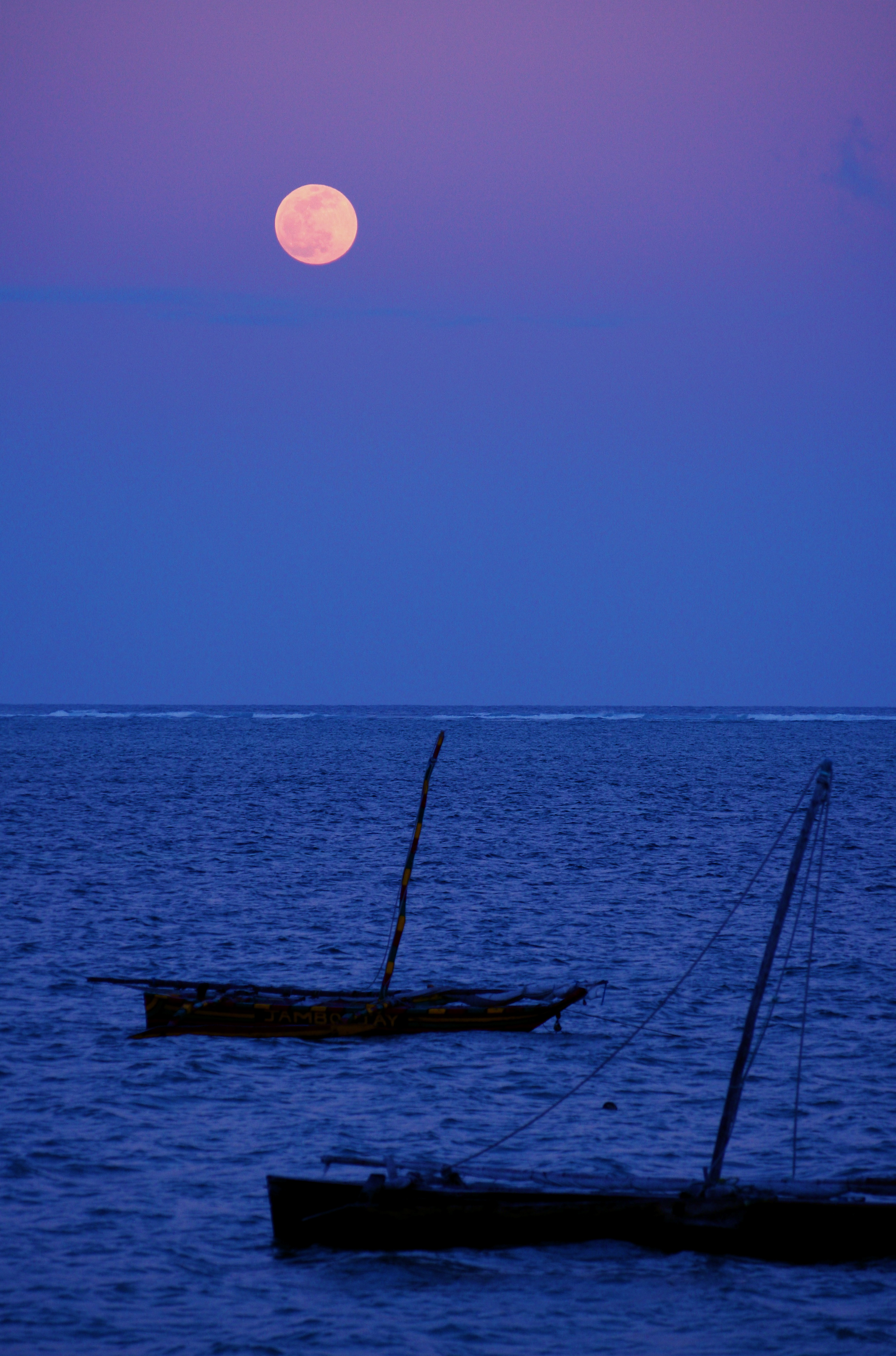
Botes en Mombasa.

- Kizingo: Considerado el primer barrio residencial de Mombasa. El Estado y la Casa Club de Golf se encuentran en Kizingo. El Aga Khan Academy es una escuela independiente en Kizingo.

- Kibokoni: Parte del casco antiguo con arquitectura suajili. El Fuerte Jesús está en Kibokoni.

- Makadara: Parte del casco antiguo que consta de un gran número de descendientes de soldados baluchi que se asentaron en esta zona antes de que pasara a ser ciudad. El nombre se deriva de la palabra árabe Qadr-ur-Rahman que significa "Sentido Destino de Dios".

- Ganjoni: Principalmente residencial. Clase media.

- Tudor: Otra zona residencial de clase media con casas y tiendas.

### Fuera de la Isla de Mombasa
- Nyali: También se considera el primer mercado residencial, está en el continente al norte de la isla y está vinculado por el nuevo Puente Nyali, que frente a la playa cuenta con numerosos hoteles en la zona conocida como la "Costa Norte". Nyali tiene dos secciones: la elegante Antigua Nyali y la próxima Nueva Nyali. Para muchos residentes, Nyali se ha convertido ahora en un equipo autónomo de zona residencial, con un cine multiplex, centros comerciales, bancos, escuelas y oficinas de correos. Esto a menudo elimina la necesidad de los residentes para cruzar el puente y entrar en el congestionado centro de la ciudad de Mombasa. En Nyali se encuentra el Complejo Cinemax Nyali, el Golf Club de Nyali, así como algunas de las instituciones académicas más prestigiosas de la provincia costera: por ejemplo, la Academia de Mombasa (especializada en derecho) de Kindergarten y Tiny Tots (la institución educativa más antigua y prominente de Nyali, especializada en desarrollo de la primera infancia y educación).

- Likoni: Es una clase inferior conectada a la zona de Mombasa. Está al sur de la isla de Mombasa, y formada por la mayoría de las tribus no suajili.

- Magongo: se encuentra en la periferia, a 10 minutos al noroeste de la isla de Mombasa. Esta comunidad carece de cualquier margen efectivo de electricidad, agua o sistemas de alcantarillado, con una falta general de infraestructura. La pobreza, la falta de saneamiento, y el desempleo siguen siendo los mayores problemas. Pobres, la vivienda de la clase baja está muy extendida, que van desde una simple piedra, a estructuras de dos pisos hechas de barro y tierra, y casas equipadas con techos de hierro corrugado. Gran parte de la comunidad trabaja fuera del mismo, dentro de la isla de Mombasa, por la falta de empleo y la industria. Hay varias pequeñas clínicas de salud, tiendas, y unas cuantas escuelas primarias públicas. Esta pequeña ciudad sirve como un enlace entre la ciudad y el Aeropuerto Internacional Moi. En Magongo también se encuentra la sede de la Cooperativa de Artesanía Akamba.

- Mikindani y Miritini: son periféricas en el continente a lo largo de la carretera de Nairobi.

- Changamwe: Industrial.

- Bamburi: También de la periferia (quince minutos en coche) en el camino a la ciudad de Malindi. Esta es la zona donde se encuentra la Fábrica de Cemento Bamburi. Otras características notables de la zona son la Playa Pública Mijikenda y Haller Park, un conservatorio de la vida silvestre.

## Ciudades hermanadas
- Seattle (Washington, Estados Unidos).
- Honolulu (Hawái, Estados Unidos).
- Cartagena de Indias (Bolívar (departamento), Colombia).

## Galería

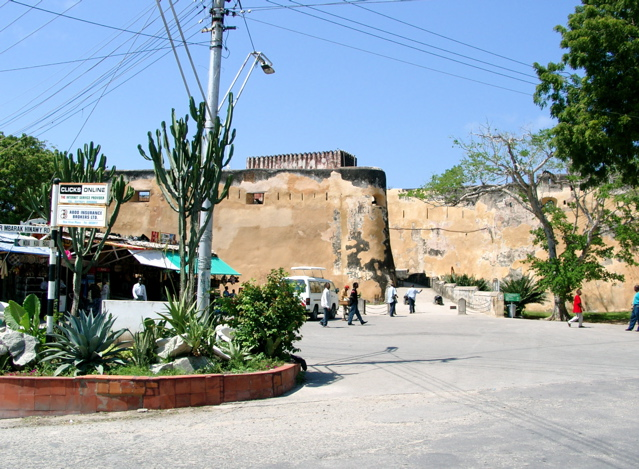
Fuerte Jesús
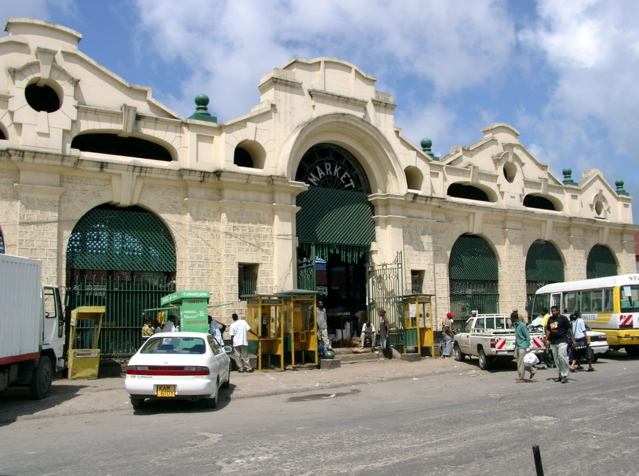
Mercado Central
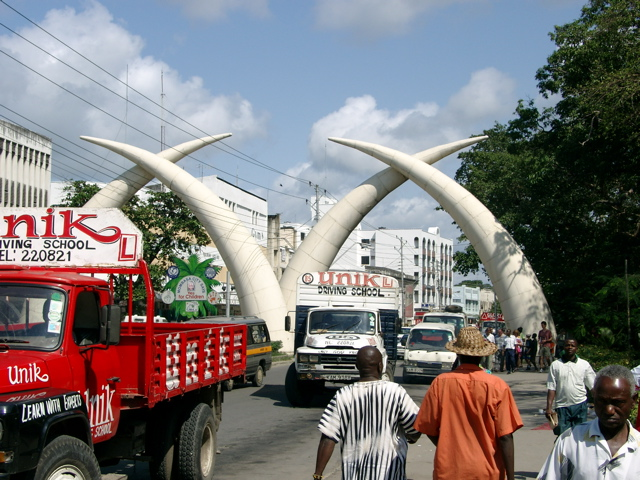
Los Colmillos, uno de los hitos de Mombasa
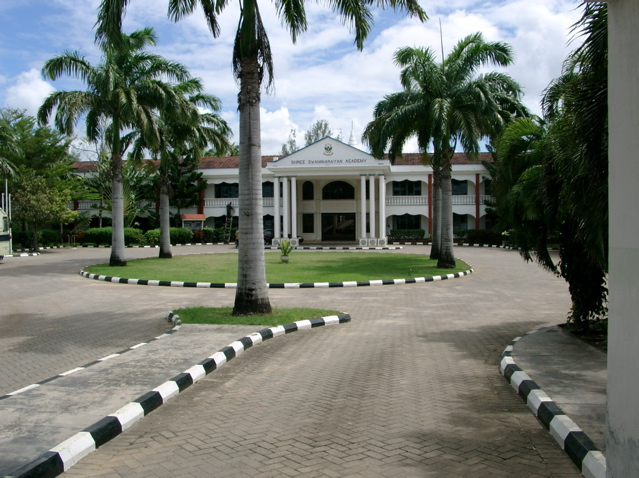
Academia Shree Swamnarayan